# Zdyszewice
Zdyszewice [pronunciación en polaco: /zdɨʂɛˈvit͡sɛ/] es un pueblo ubicado en el distrito administrativo de Gmina Żarnów, dentro del condado de Opoczno, Voivodato de Łódź, en el centro de Polonia. Se encuentra a unos 5 kilómetros al oeste de Żarnów, a 20 kilómetros al suroeste de Opoczno, y a 74 kilómetros al sureste de la capital regional Łódź.